# 凤川街道
凤川街道，原为凤川镇，是中华人民共和国浙江省杭州市桐庐县下辖的一个乡镇级行政单位。2018年5月，将城南街道的上洋洲村、下洋洲村、滩头村、桑园村、岩桥村等5个行政村划归凤川街道管辖。

## 行政区划
凤川街道下辖以下地区：
柴埠村、西庄村、三鑫村、翙岗村、园林村、外源村、潇源村和大源村。

## 中国传统村落
2013年8月，翙岗村获批第二批中国传统村落。